# City Place I
City Place I je neboder koji se nalazi u Hartfordu, glavnom gradu američke savezne države Connecticut. Sa 163 metra visine je najviša zgrada u Connecticutu te je svega tri metra viša od Travelers Towera izgrađenog 1919. godine.
City Place I je dizajnirao arhitektonski ured Skidmore, Owings & Merrill a izgrađen je sredinom 1980-ih. Zgrada ima 38 katova koji se većinom koriste za poslovne prostore ali postoji i nekoliko restorana i maloprodajnih objekata na nižim katovima.
2. travnja 2012. prvotni vlasnik CityPlace LLC. je prodao zgradu tvrtci CommonWealth REIT za 99 milijuna USD. To je vrijednost identična sa 112 USD po kvadratnoj stopi.

## Vanjske poveznice
- Emporis.com
- SkyScraperPage.com
- Structurae.de